# Saint-Bonnet-de-Joux
 Saint-Bonnet-de-Joux  es una población y comuna francesa, en la región de Borgoña, departamento de Saona y Loira, en el distrito de Charolles y cantón de Saint-Bonnet-de-Joux.

## Demografía
| 1024 | 1032 | 953 | 945 | 845 | 841 |
| Para los censos de 1962 a 1999 la población legal corresponde a la población sin duplicidades (Fuente: INSEE [Consultar]) |      |     |     |     |     |